# Municipio de Pleasant Valley (condado de Carroll)
El municipio de Pleasant Valley (en inglés: Pleasant Valley Township) es un municipio ubicado en el condado de Carroll en el estado estadounidense de Iowa. En el año 2010 tenía una población de 337 habitantes y una densidad poblacional de 3,75 personas por km².

## Geografía
El municipio de Pleasant Valley se encuentra ubicado en las coordenadas 41°59′8″N 94°48′18″O / 41.98556, -94.80500. Según la Oficina del Censo de los Estados Unidos, el municipio tiene una superficie total de 89.92 km², de la cual 89,85 km² corresponden a tierra firme y (0,08 %) 0,07 km² es agua.

## Demografía
Según el censo de 2010, había 337 personas residiendo en el municipio de Pleasant Valley. La densidad de población era de 3,75 hab./km². De los 337 habitantes, el municipio de Pleasant Valley estaba compuesto por el 97,33 % blancos, el 0,59 % eran asiáticos y el 2,08 % eran de una mezcla de razas. Del total de la población el 0,3 % eran hispanos o latinos de cualquier raza.